# Mateusz Stachura
Mateusz Stachura (* 27. März 1985) ist ein kanadischer Biathlet.
Mateusz Stachura nahm in seiner jungen Karriere bislang an zwei Großereignissen im Seniorenbereich teil. Bei den Nordamerikanischen Meisterschaften im Skiroller-Biathlon 2008 in Canmore lief er in Einzel und Sprint jeweils auf den 12., in der Verfolgung auf den elften Platz. Die (offenen) Biathlon-Europameisterschaften 2009 in Ufa brachten als Ergebnisse die Plätze 44 im Sprint, 35 in der Verfolgung und 47 im Einzel.